# Исламистский мятеж в Мозамбике
Исламистский мятеж в Мозамбике (порт. Insurreição islâmica em Moçambique) — мятеж в мозамбикской провинции Кабу-Делгаду, поднятый исламистской группировкой Ансар ас-Сунна, которая, убивая гражданских лиц, пытается вынудить правительство привести законодательство Мозамбика в соответствие с законами шариата и преобразовать таким образом страну в исламское государство.

## Ход конфликта

### 2017
5 октября целью утреннего рейда боевиков стали 3 полицейских участка в городе Мосимбоа-да-Прая. В рейде участвовали 30 вооружённых боевиков, которые убили 17 человек, включая двух полицейских и одного общинного лидера. 14 террористов были схвачены. Во время этой непродолжительной оккупации Мосимбоа-да-Прая террористы украли огнестрельное оружие и боеприпасы и сказали жителям, чтобы они отказывались от уплаты налогов, государственного здравоохранения и образования.
10 октября полиция задержала 52 подозреваемых в связи с нападением, совершённым 5 октября.
Утром 21 октября в рыбацкой деревне Малуку, примерно в 30 км от Мосимбоа-да-Прая, произошло столкновение между боевиками и правительственными войсками. В результате многие местные жители покинули деревню.
27 октября мозамбикская полиция подтвердила арест ещё 100 членов группировки, включая иностранцев, в связи с нападением 5 октября.
24 ноября в Мозамбикской провинции Кабу-Делгаду, власти распорядились закрыть три мечети, которые имеют связи с исламским фундаментализмом.
29 ноября группа напала на деревни Митумбате и Макуло, в результате чего были ранены двое и убиты по крайней мере два человека. Два убийства были совершены путём обезглавливания и смерти через сожжение. По данным местных властей, террористы также разрушили церковь и 27 домов.

### 2018
13 января группа террористов около 20:00 вошла в город Олумби и открыла огонь по рынку и правительственному административному зданию, в результате чего погибло 5 человек.
12 марта радиостанция «Мусамбике» сообщила, что вооружённые боевики напали на деревню Читоло. Сожгли 50 домов и убили жителей.
22 апреля сотрудники службы безопасности Мозамбика арестовали 30 джихадистов.
27 мая десять человек, включая детей, были обезглавлены в деревне Монжане в провинции Кабу-Делгаду. Двенадцать дней спустя, посольство США в Мозамбике рекомендовало американским гражданам покинуть район, ссылаясь на риск очередного нападения.
3 июня пять мирных жителей были обезглавлены в результате нападения на деревню Руэйя в районе Макомии.
5 июня шесть боевиков, вооружённых мачете и другим оружием, убили семь человек и ранили ещё четырёх, подожгли десятки домов в деревне Наунде в районе Макомии.
6 июня по меньшей мере шесть человек были убиты и двое получили серьёзные ранения, когда террористы, вооружённые ножами и мачете, напали на деревню Намалуко в районе Кессанга. Нападавшие также сожгли сто домов.
11 июня террористы, вооружённые мачете и огнестрельным оружием, напали на деревню Чанга в районе Нангаде на севере провинции Кабу-Делгаду, в результате чего погибли четыре человека. Нападавшие также сожгли несколько домов.
12 июня группа вооружённых боевиков напала на деревню Натуко в районе Макомия. Террористы обезглавили жителя деревни, сожгли несколько домов и убили всех животных.

### 2019
8 сентября португальский журналист Нуно Феликс в Twitter сообщил, что группа российских военнослужащих прилетела в Мозамбик. Вертолёты с военными приземлились в двух городах африканской республики: Муеда и Накала. Военнослужащие будут бороться с повстанцами-исламистами вместе с армией Мозамбика. Официально эта информация не была подтверждена.
31 октября издание Carta de Mocambique со ссылкой на свои источники сообщило, что 27 октября в Мозамбике в бою с радикальными исламистами погибли пятеро бойцов частной военной компании Вагнера. По их данным, автомобиль с россиянами попал в засаду в провинции Кабу-Делгаду. Кроме россиян также погибли 20 военных правительственной армии Мозамбика. Как утверждает издание, тела убитых были обезглавлены, а машина сожжена.
14 февраля 2020 года МИД России опроверг сообщения о российских наёмниках в Мозамбике.

### 2020
15 января Лидер повстанческой группы в Мозамбике Мариано Нхонго пообещал продолжать вооружённое восстание и заявил, что не будет вести переговоры с переизбранным президентом Филипе Ньюси, который должен быть приведён к присяге в среду, 15 января. По информации журналистов телерадиокомпании, Мариано Нхонго долгое время был высокопоставленной фигурой в повстанческой группе РЕНАМО, которая в течение 16 лет вела гражданскую войну.
24 марта в ходе исламистского мятежа на севере Мозамбика боевики атаковали город. Первыми целями террористов стали воинская часть и полицейские участки. Ответственность за нападение взяло ИГ. Несколько групп боевиков прибыли на лодках и высадились на городской пляж. Другие боевики приехали на внедорожниках, полностью окружив город. Власти сообщили о большом количестве убитых и раненых в первые часы нападения террористов. После этого военные Мозамбика блокировали дороги возле города и начали операцию с целью выбить боевиков из города.
Джихадисты успешно проникают в города и деревни в обход армейских и полицейских постов. 12 апреля под видом местных рыбаков террористы напали на остров Ибо в архипелаге Киримба. Из-за беспомощности властей и силовых структур население региона фактически оказалось без защиты и спасается бегством, перебираясь в более безопасные районы. По данным правительства, в апреле 2020 года количество беженцев достигло 162 тысячи человек.
14 мая боевики филиала Исламского государства в Мозамбике совершили нападение на мозамбикских военнослужащих в провинции Кабу-Делгаду. Двое солдат погибли, в руки джихадистов попала бронемашина Tiger 4x4 китайского производства.
В посёлках боевики сожгли ряд государственных учреждений, в том числе полицейские участки, а также частные магазины, пополнив перед этим свой запас провизии. По словам жителей, в посёлках находились информаторы и сторонники ИГ, которые при нападении присоединились к группировке. При этом больших жертв удалось избежать — известно лишь о двух погибших солдатах ВС Мозамбика. Мозамбикские власти заявили, что с 3 мая террористы совершили двенадцать нападений в провинции Кабу-Делгаду. При этом ВС Мозамбика утверждают, что только за два прошедших дня им удалось ликвидировать около пятидесяти боевиков.
2 июня жертвами нападения исламистов на мозамбикский город Макомия стали по меньшей мере 17 человек. 78 исламистских повстанцев были убиты в столкновениях с силами безопасности Мозамбика за последние несколько дней.
12 августа боевики Исламского государства захватили город Мосимбоа-да-Прая в Мозамбике. 18 августа в Мозамбике продолжаются бои за город Мосимбоа-да-Прая.
Обещание поддержать Мозамбик в его борьбе с терроризмом дали главы государств — членов Сообщества развития Юга Африки (САДК) после видеоконференции в рамках 40-го саммита организации. В итоговом коммюнике представители стран из региональной организации также выразили свою «солидарность» с Мозамбиком. Таким образом, они признали опасность угрозы со стороны радикальных исламистов, которая в предыдущие три года недооценивалась. В опубликованном коммюнике САДК не дает более подробной информации о том, какую поддержку оно намерено оказать Мозамбику в его борьбе. Нет никаких упоминаний о направлении войск, несмотря на то, что правительство страны и частные охранные компании не смогли сдержать рост террористической активности в регионе. Отмечается также, что Африканский союз, в свою очередь, должен дождаться реакции со стороны региональной организации, прежде чем принимать свои меры для оказания помощи.
3 сентября Армия Мозамбика намерена вернуть порт Мосимбоа-да-Прая, захваченный боевиками.
6 сентября ИГ отразило попытку захватить город Мосимбоа-да-Прая, убив и ранив 20 танзанийских солдат, помогавших силам Мозамбика.
Спекуляции по поводу возможного участия Вооруженных сил ЮАР в противостоянии с террористами «Исламского государства» в мозамбикской провинции Кабу-Делгаду приобретают новый оборот. Во время медиа-брифинга президент ЮАР Сирил Рамафоса заявил, что страны Сообщества развития Юга Африки обсуждают сценарии вмешательства в конфликт и борьбы с террористической угрозой на севере Мозамбика. Он не уточнил, подразумевается ли непосредственный ввод войск в соседнюю страну или другие виды поддержки, однако из уст президента крупнейшей южноафриканской страны слова о наличии подобных планов звучат впервые.
12 сентября боевикам удалось захватить острова Метундо и Вамизи на архипелаге Куиримбас. Жителям было приказано покинуть свои дома, после чего постройки были сожжены террористами.
14 сентября на севере Мозамбика при нападении боевиков погибли два человека.
24 сентября власти Мозамбика призвали ЕС оказать помощь в борьбе с повстанцами.
30 сентября боевики ИГ совершили несколько нападений на транспортные средства, проезжающие между городами Макомия и Пангане. По словам местных источников, в ближайшее время террористы обещали новые атаки в ознаменование трёхлетней годовщины повстанческого радикального движения в округе Макомия. США попросили Зимбабве помочь Мозамбику подавить исламистский вооружённый мятеж.
1 октября «Исламское государство в Центральной Африке» выпустило инфографику, где заявило об убийстве и ранении 941 солдата на территории Демократической республики Конго и мозамбикской провинции Кабу-Делгаду за последнее время.
11 октября Европейский союз (ЕС) согласился помочь Мозамбику в укреплении его потенциала в борьбе с растущим исламистским мятежом на севере страны.
12 октября боевики ИГ планируют вновь захватить город Макомия в провинции Кабу-Делгаду, рейд на который они ране уже осуществляли в этом году. Часть террористов была перехвачена в деревне Накате к югу от населённого пункта.
16 октября ИГ атаковало населённый пункт Олумби в окрестностях города Пальма на севере провинции.
17 и 18 октября боевики ИГ атаковали деревню Махате в окрестностях населённого пункта Киссанга.
Боевики ИГ из мозамбикской провинции Кабу-Делгаду совершили первое за последнее время крупное нападение на территорию соседней Танзании. 14 октября террористы пересекли границу и атаковали приграничный населённый пункт Китайа. Жертвами нападения стали как минимум 20 человек, погибли трое танзанийских солдат. Боевикам также удалось уничтожить одну бронемашину и захватить трофеи, в том числе стрелковое оружие израильского и китайского производства, а также боеприпасы и деньги.
31 октября и 1 ноября боевики атаковали девять деревень в округе Муидумбе в провинции Кабу-Дельгаду на севере Мозамбика. В ходе нападений девять жителей были обезглавлены, а имущество многих других было уничтожено.
В окрестностях города Муидумбе продолжаются столкновения между правительственными войсками и ИГ. 31 октября боевики зашли в населённый пункт, однако не смогли закрепиться там, и были вынуждены уйти. Однако экстремисты успели устроить резню в городе и обезглавили несколько десятков мирных жителей, в том числе — 15 подростков.
5 ноября ИГ атаковало деревни Нанджаба в окрестностях города Макомия. Террористы разрушили несколько домов и обезглавили двух мужчин. Также было похищено шесть женщин, которых местные боевики обычно используют для ведения хозяйства, либо превращают в секс-рабынь. В тот же день силы безопасности провели контрнаступление в деревне Пхунданхар в окрестностях города Пальма на севере провинции Кабу-Делгаду, который был захвачен боевиками на протяжении нескольких дней. Также местные источники утверждают о прибытии в Пальму грузов с продовольствием и товарами первой необходимости, с которыми в городе ранее возникали проблемы.
10 ноября исламистские боевики обезглавили 50 жителей в Мозамбике.
16 ноября боевики террористической организации «Исламское государство» подошли к городу Муеда в Мозамбике. СМИ этой африканской республики сообщают, что террористы планируют штурм города. Эти сообщения вызвали массовое бегство гражданских лиц из Муеды. Из-за сложного состояния с транспортом, беглецы пытаются пройти двести километров до другого крупного города пешком.
29 ноября 25 сотрудников сил безопасности Мозамбика были убиты и ещё 15 ранены во время нападения боевиков в деревне Матамбалале в районе Муидумбе.
7 декабря боевики атаковали армейские позиции в деревне Мюте. Она располагается к югу от порта Палма, всего в 20 км от полуострова Афунжи, на котором находятся установки стратегически важного проекта добычи природного газа.
8 декабря Испания предложила Мозамбику военную помощь в борьбе с террористами.

### 2021
24 марта отряд боевиков численностью около 100 человек вошёл в портовый город Пальма в провинции Кабу-Делгаду и атаковал армейские казармы и правительственные здания. Многие жители города бежали на лодках на юг Мозамбика и в Танзанию. Боевики убили в Пальме несколько десятков людей, включая иностранных специалистов. В десяти километрах от Пальмы французской компанией Total ведется строительство крупнейшего на юге Африки комплекса по переработке и сжижению природного газа. Люди, работавшие на этом проекте, в том числе и иностранцы, а также местные чиновники укрылись от боевиков в гостинице. Через три дня власти Мозамбика провели эвакуацию около 180 человек, которые не могли выбраться из неё. В ходе операции несколько человек погибли. Властям удалось вывезти на судне 1,8 тыс. человек, в основном сотрудников компании Total, из Пальмы в город Пемба. Всего Пальму покинули около 2 тысяч иностранных работников, город был почти полностью разрушен. Ответственность за нападение на него взяло на себя «Исламское государство».
9 июля контингент Руанды численностью 1 тыс. военнослужащих прибыл в Мозамбик на основании соответствующего межправительственного соглашения и с целью оказать помощь мозамбикской армии в борьбе с террористами на севере страны.
8 августа подразделения сил специального назначения Мозамбика и Руанды в ходе совместной операции восстановили контроль над городом-портом Мосимбоа-да-Прая, который почти год находился в руках террористов из числа исламистских группировок, действующих на севере африканской страны.

### 2024
9 февраля 2024, на фоне планов компании TotalEnergies возобновить проект организации производства сжиженного газа в Мозамбике, исламистские боевики напали на позиции военных в районе деревни Мукоджо в провинции Кабу-Делгаду, убив 25 солдат правительственных войск. Эта атака стала самой смертоносной в Мозамбике с 2021 года.